# Turks- és Caicos-szigeteki labdarúgó-válogatott
A Turks- és Caicos-szigeteki labdarúgó-válogatott Turks- és Caicos-szigetek nemzeti csapata, amelyet a Turks- és Caicos-szigeteki labdarúgó-szövetség (angolul: Turks and Caicos Islands Football Association) irányít. A CONCACAF-tag karib-tengeri szigetország a legfiatalabb válogatottal rendelkezik a térségben, amely még nem ért el említésre méltó eredményt nemzetközi labdarúgótornán.

## Története
A Turks- és Caicos-szigeteki labdarúgás még gyerekcipőben jár, a karib-térségben található ország labdarúgó-szövetségét 1996-ban alapították és 1998-ban nyerte el mind a Nemzetközi Labdarúgó-szövetség, mind a CONCACAF-tagságot. A labdarúgó-válogatott 1999. február 24-én játszotta történelmi jelentőségű első mérkőzését az 1999-es karibi kupa selejtezőcsoportjának nyitómérkőzésén a rendező Bahama-szigetek ellen. Bemutatkozásuk rosszul sikerült, hisz a bahamaiak meggyőző fölénnyel, 3–0-s arányban múlták felül a nemzetközi porondon még újonc ellenfelüket. A csoportban még egy mérkőzésük volt, amelyet a közeli Amerikai Virgin-szigeteki labdarúgó-válogatottal vívtak két nappal később. A találkozó kiegyenlített küzdelmet, és a Turks- és Caicos-szigetekiek első nemzetközi góljait eredményezte Christopher Bryan duplájának köszönhetően.
FIFA-tagságuknak köszönhetően a 2002-es labdarúgó-világbajnokság selejtezőire nevezhettek be először. Bemutatkozásuk itt még rosszabbul sikerült, hiszen Saint Kitts és Nevis elleni oda-visszavágós előselejtező mérkőzéseken gólt sem rúgtak, és mindkét találkozón megszégyenítő vereséget szenvedtek (0–8 és 0–6). A csúfos kudarc hatására nem neveztek a következő karibi kupára.
A 2006-os labdarúgó-világbajnokság Haiti elleni oda-visszavágós selejtezőire már egy nemzetközi porondon tapasztalt csapat futhatott ki, azonban a négy év kihagyás és az összeszokatlanság megpecsételte sorsukat: Ismételten lőtt gól nélkül veszítették el mindkét párharcot a jóval esélyesebb riválisukkal szemben (0–5 és 0–2). A hízelgő és a második mérkőzés szoros eredménye ellenére a 2005-ös karibi kupától visszaléptek.
2006. szeptember 4-e ünnepnapként vonult be a Turks- és Caicos-szigeteki labdarúgás történelmébe. A 2006-os karibi kupa kubai rendezésű selejtezőcsoportjának első mérkőzésen ugyan nagy arányú, 6–0-s vereséget szenvedtek a jóval nagyobb játékerőt képviselő házigazdákkal szemben, azonban a Kajmán-szigeteki labdarúgó-válogatottnak már nem kegyelmeztek. Gigászi küzdelemben, Gavin Glinton és Maxime Fleuriot góljaival 2–0-s arányban múlták felül esélyesebbnek vélt vetélytársukat megszerezve ezzel nemzetközi porondon a történelmi jelentőségű első győzelmüket. A siker szárnyakat adott, és a csoport zárómérkőzésén a pazarul játszó Gavin Glinton duplájának köszönhetően kis híján meglepetést okoztak a szintén jóval nagyobb játékerőt képviselő Bahama-szigetekiekkel szemben.
A siker felpezsdítette az ország labdarúgóéletét. A korábbi FIFA beruházásokból 2007-re Nemzeti Stadiont építettek és több figyelmet fordítottak az utánpótlásra.
A megkezdett szakszerű és tudatos munka gyümölcse a legutóbbi világbajnoki-selejtezőn beérni látszott, hiszen 2008. február 6-án a válogatott nemcsak első góljait szerezte a sorozatban, hanem első győzelmét is: 2–1-es arányban múlták felül a Saint Lucia-i labdarúgó-válogatottat! A visszavágón azonban a tapasztalat dominált, és bár izgalmas csatát láthatott kilátogató 1,200 néző, összesítésben 3–2-es arányban alulmaradtak.

## Korábbi összes mérkőzésük
| Időpont             | Helyszín                 | Ellenfél                     | Eredmény | Kiírás                |
| ------------------- | ------------------------ | ---------------------------- | -------- | --------------------- |
| 1999. február 24.   | Nassau                   | Bahama-szigetek (i)          | 0 – 3    | Karibi kupa-selejtező |
| 1999. február 26.   | Nassau (Bahama-szigetek) | Amerikai Virgin-szigetek (s) | 2 – 2    | Karibi kupa-selejtező |
| 2000. március 18.   | Basseterre               | Saint Kitts és Nevis (i)     | 0 – 8    | Vb-selejtező          |
| 2000. március 21.   | Basseterre               | Saint Kitts és Nevis (i)     | 0 – 6    | Vb-selejtező          |
| 2000. március 27.   | George Town              | Kajmán-szigetek (i)          | 0 – 3    | Barátságos            |
| 2004. február 18.   | Miami (USA)              | Haiti (s)                    | 0 – 5    | Vb-selejtező          |
| 2004. február 21.   | Miami (USA)              | Haiti (s)                    | 0 – 2    | Vb-selejtező          |
| 2006. szeptember 2. | Havanna                  | Kuba (i)                     | 0 – 6    | Karibi kupa-selejtező |
| 2006. szeptember 4. | Havanna (Kuba)           | Kajmán-szigetek (s)          | 2 – 0    | Karibi kupa-selejtező |
| 2006. szeptember 6. | Havanna (Kuba)           | Bahama-szigetek (s)          | 2 – 3    | Karibi kupa-selejtező |
| 2008. február 6.    | Providenciales           | Saint Lucia (o)              | 2 – 1    | Vb-selejtező          |
| 2008. március 26.   | Vieux Fort               | Saint Lucia (i)              | 0 – 2    | Vb-selejtező          |

## Következő mérkőzések
Nincs lekötött mérkőzésük.

## Világbajnoki szereplés
- 1930 – 1998: Nem indult.
- 2002 – 2018: Nem jutott be.

## CONCACAF-aranykupa-szereplés
- 1991 – 1998: Nem indult.
- 2000: Nem jutott be.
- 2002: Nem indult.
- 2003: Nem indult.
- 2005: Visszalépett.
- 2007: Nem jutott be.
- 2009: Nem indult.
- 2011: Nem indult.

## Játékosok

### Jelenlegi keret
A Saint Lucia elleni 2008. március 26-án rendezett világbajnoki-selejtező kerete. A gólok és a válogatottság a mérkőzés utáni állapotnak megfelelő.
| Szám | Poszt | Név                | Születési dátum / Kor          | Válogatottság | Gólok | Klub                 |
| ---- | ----- | ------------------ | ------------------------------ | ------------- | ----- | -------------------- |
| 1    | K     | Ian Jones          |                                | 2             | 0     |                      |
| 2    | KP    | Duan Glinton       | 1982. március 16. (42 éves)    | 7             | 0     | Ogden Outlaws        |
| 3    | V     | Lee Coulton        | 1977. május 24. (47 éves)      | 2             | 0     |                      |
| 4    | KP    | Stephen Savage     | 1969. május 5. (55 éves)       | 3             | 0     | SWA Sharks           |
| 5    | V     | Christopher Gannon | 1969. május 13. (55 éves)      | 4             | 0     | KPMG United          |
| 6    | V     | Ian Brown          |                                | 1             | 0     |                      |
| 7    | KP    | Lenford Singh      | 1985. augusztus 8.(39 éves)    | 4             | 0     |                      |
| 8    | KP    | Charles Cook       | 1972. október 12. (52 éves)    | 7             | 0     | KPMG United          |
| 9    | CS    | David Lowery       | 1984. január 20. (41 éves)     | 2             | 1     | SWA Sharks           |
| 10   | CS    | Gavin Glinton      | 1979. március 1. (46 éves)     | 6             | 4     | San Jose Earthquakes |
| 11   | CS    | Billy Forbes       | 1990. december 13. (34 éves)   | 2             | 0     |                      |
| 13   | CS    | Philip Shearer     | 1974. július 3. (50 éves)      | 6             | 0     | Caribbean All Stars  |
| 15   | V     | Anay Byrne         |                                | 1             | 0     |                      |
| 15   | V     | George Brough      |                                | 0             | 0     |                      |
| 16   | V     | Kevin Speer        |                                | 0             | 0     |                      |
| 17   | KP    | Lagneau Brumvert   | 1974. szeptember 13. (50 éves) | 3             | 0     |                      |
| 18   | KP    | Christopher Bryan  | 1960. november 17. (64 éves)   | 6             | 2     |                      |

### További kerettagok 2008-ban
| Szám | Poszt | Név            | Születési dátum / Kor        | Válogatottság | Gólok | Klub        |
| ---- | ----- | -------------- | ---------------------------- | ------------- | ----- | ----------- |
| 6    | KP    | Chris Bruno    | 1970. augusztus 6. (54 éves) | 5             | 0     | SWA Sharks  |
| 12   | V     | Ajah Johnson   | 1988. június 11. (36 éves)   | 1             | 0     |             |
| 14   | CS    | Euan Fletcher  |                              | 0             | 0     |             |
| 18   | KP    | James Slattery |                              | 1             | 0     | KPMG United |

### Híresebb játékosok
- Gavin Glinton, a válogatott legeredményesebb játékosa, a Los Angeles Galaxy, az FC Dallas, illetve jelenleg a San Jose Earthquakes csatára.

## Szövetségi kapitányok
Ez a lista tartalmazza a válogatott eddigi összes szövetségi kapitányát.
| Név           | Időszak     | J  | Gy | D | V | Rg | Kg | %      |
| ------------- | ----------- | -- | -- | - | - | -- | -- | ------ |
| Gino Pacitto  | 1999–2000   | 5  | 0  | 1 | 4 | 2  | 22 | 10,00% |
| Paul Crosby   | 2004        | 2  | 0  | 0 | 2 | 0  | 7  | 0,00%  |
| Charles Cook  | 2006        | 3  | 1  | 0 | 2 | 4  | 9  | 33,33% |
| Matthew Green | 2008-       | 2  | 1  | 0 | 1 | 2  | 3  | 50,00% |
| Összesítve:   | Összesítve: | 12 | 2  | 1 | 9 | 10 | 41 | 20,83% |

## Külső hivatkozások
- Turks- és Caicos-szigeteki Labdarúgó-szövetség hivatalos oldala (angolul)
- Turks- és Caicos-szigetek a FIFA.com-on Archiválva 2015. július 17-i dátummal a Wayback Machine-ben (angolul)
- Turks- és Caicos-szigetek a CONCACAF.com-on (angolul)
- Turks- és Caicos-szigetek mérkőzéseinek eredményei az rsssf.com-on (angolul)
- Turks- és Caicos-szigetek mérkőzéseinek eredményei az EloRatings.net-en (angolul)
- Turks- és Caicos-szigetek a national-football-teams.com-on (angolul)
- Turks- és Caicos-szigetek mérkőzéseinek eredményei a Roon BA-n (angolul)
- Turks- és Caicos-szigetek a weltussball.de-n[halott link] (németül)
- Turks- és Caicos-szigetek a fedefutbol.net-en (spanyolul)